# Johnny Cardoso
Pour les articles homonymes, voir Cardoso.
João Lucas de Souza Cardoso, dit Johnny Cardoso, plus couramment appelé Johnny, né le 20 septembre 2001 à Denville au New Jersey, est un joueur international américain de soccer qui joue au poste de milieu central à l'Atlético de Madrid.

## Biographie

### Carrière en club

#### Débuts et formation
João Lucas est né à Denville, dans le New Jersey, mais ses parents ont choisi de retourner au Brésil quand il a trois mois pour l’élever près de sa famille,,. Johnny commence sa carrière dans le futsal à l'âge de six ans, à l’école de Falcão et Sorato à Criciúma. À l’âge de onze ans, il intégré le Criciúma Esporte Clube. Après une période d’essais, il intègre en juin 2015 le Sport Club Internacional. Lors de la saison 2019, il remporte le Campeonato Gaúcho des moins de 20 ans et termine meilleur buteur du championnat avec neuf réalisations. Il remporte trois championnats du Rio Grande do Sul des moins de 20 ans entre 2017 et 2019.

#### SC Internacional
Grâce à ses bonnes performes avec les moins de 20 ans, il est convoqué dans le groupe professionnel par Odair Hellmann (en) en juillet 2019 pour une rencontre contre Ceará lors de la 12e journée de Série A. Après deux rencontres de championnat sur le banc des remplaçants au cours desquelles il n'entre pas en jeu, le 15 septembre 2019, il fait sa première apparition avec l'équipe première contre l'Atlético Mineiro lors de la 19e journée de Série A (victoire 3-1).
Le 26 janvier 2020, il dispute son premier match en tant que titulaire lors de la 2e journée du Campeonato Gaúcho contre l'EC Pelotas (victoire 3-1). Puis, le 27 février, il joue son premier match de Copa Libertadores contre le Deportes Tolima, remplaçant Boschilia (victoire 1-0). Il devient le deuxième joueur né aux États-Unis à jouer en Copa Libertadores. Le 22 mai, il prolonge son contrat avec le Sport Club Internacional jusqu'en 2022. Sa clause libératoire est de 60 millions d'euros. Le 17 septembre, il délivre sa première passe décisive en Copa Libertadores en faveur de son coéquipier Boschilia, contre l'América de Cali (victoire 4-3).
La saison suivante, il inscrit son premier but en professionnel, le 4 mars 2021, lors de la 2e journée du Campeonato Gaúcho contre l'EC Pelotas (2-2).

#### Bétis Seville
Au mercato hivernal 2023-2024, il s'engage jusqu'en 2029 au Betis Seville contre une indemnité de 6 millions d'euros.

#### Atlético de Madrid
Le 16 juillet 2025, Cardoso a rejoint l'Atlético de Madrid en signant un contrat de cinq ans d'une valeur estimée à 30 millions d'euros.

### Carrière internationale
Éligible pour jouer avec les États-Unis et le Brésil,.
Le 2 novembre 2020, Johnny Cardoso est appelé en sélection américaine pour la première fois par le sélectionneur Gregg Berhalter pour participer à un rassemblement d'une semaine avec deux matchs amicaux, face au pays de Galles puis contre le Panama,,. Le 12 novembre, il honore sa première sélection contre le pays de Galles lors d'un match amical. Lors de ce match, Johnny Cardoso entre à la 71e minute de la rencontre, à la place de Tyler Adams. Le match se solde par match nul et vierge (0-0).
Le 1er mars 2021, il est retenu dans la pré-liste de trente-et-un joueurs pour le tournoi pré-olympique masculin de la CONCACAF 2020 avec les moins de 23 ans. Dix jours plus tard, il est retenu dans la liste finale de vingt joueurs appelés à disputer le tournoi,. Lors de ce tournoi organisé au Mexique, il dispute quatre rencontres et les jeunes Américains sont éliminés en demi-finale par le Honduras,.

## Statistiques

### Statistiques détaillées
| Saison                | Club                  | Championnat           | Championnat | Championnat | Championnat | Coupe(s) nationale(s) | Coupe(s) nationale(s) | Coupe(s) nationale(s) | Compétition(s) continentale(s) | Compétition(s) continentale(s) | Compétition(s) continentale(s) | Compétition(s) continentale(s) | Ligue régionale | Ligue régionale | Ligue régionale | États-Unis | États-Unis | États-Unis | Total | Total | Total |
| Saison                | Club                  | Division              | M.          | B.          | P.d.        | M.                    | B.                    | P.d.                  | Comp.                          | M.                             | B.                             | P.d.                           | M.              | B.              | P.d.            | M.         | B.         | P.d.       | M.    | B.    | P.d.  |
| 2019                  | SC Internacional      | Série A               | 1           | 0           | 0           | -                     | -                     | -                     | -                              | -                              | -                              | -                              | -               | -               | -               | -          | -          | -          | 1     | 0     | 0     |
| 2020                  | SC Internacional      | Série A               | 13          | 0           | 0           | 1                     | 0                     | 0                     | CL                             | 3                              | 0                              | 1                              | 4               | 0               | 0               | 2          | 0          | 0          | 23    | 0     | 1     |
| 2021                  | SC Internacional      | Série A               | 27          | 0           | 0           | 2                     | 1                     | 0                     | CL                             | 1                              | 0                              | 0                              | 4               | 1               | 0               | 1          | 0          | 0          | 35    | 2     | 0     |
| 2022                  | SC Internacional      | Série A               | 24          | 3           | 2           | 1                     | 0                     | 0                     | CS                             | 4                              | 0                              | 0                              | 10              | 0               | 0               | 1          | 0          | 0          | 40    | 3     | 2     |
| 2023                  | SC Internacional      | Série A               | 22          | 2           | 2           | 4                     | 0                     | 0                     | CL                             | 11                             | 0                              | 0                              | 12              | 0               | 0               | 5          | 0          | 0          | 54    | 2     | 2     |
| Sous-total            | Sous-total            | Sous-total            | 87          | 5           | 4           | 8                     | 1                     | 0                     | -                              | 19                             | 0                              | 1                              | 30              | 1               | 0               | 9          | 0          | 0          | 153   | 7     | 5     |
| 2023-2024             | Betis Séville         | La Liga               | 16          | 1           | 2           | -                     | -                     | -                     | C3+C4                          | 0+2                            | 0+0                            | 0+0                            | -               | -               | -               | 6          | 0          | 0          | 24    | 1     | 2     |
| 2024-2025             | Betis Séville         | La Liga               | 28          | 3           | 1           | 3                     | 0                     | 0                     | C4                             | 15                             | 1                              | 0                              | -               | -               | -               | 6          | 0          | 0          | 52    | 4     | 1     |
| Sous-total            | Sous-total            | Sous-total            | 44          | 4           | 3           | 3                     | 0                     | 0                     | -                              | 17                             | 1                              | 0                              | -               | -               | -               | 12         | 0          | 0          | 76    | 5     | 3     |
| 2025-2026             | Atlético Madrid       | La Liga               | 1           | 0           | 0           | -                     | -                     | -                     | C1                             | -                              | -                              | -                              | -               | -               | -               | -          | -          | -          | 1     | 0     | 0     |
| Total sur la carrière | Total sur la carrière | Total sur la carrière | 132         | 9           | 7           | 11                    | 1                     | 0                     | -                              | 36                             | 1                              | 1                              | 30              | 1               | 0               | 21         | 0          | 0          | 230   | 12    | 8     |

## Palmarès
États-Unis
- Vainqueur de la Ligue des nations en 2023